# Thomas Francis Maloney
Thomas Francis Maloney (* 17. April 1903 in Providence, Rhode Island; † 10. September 1962 ebenda) war ein US-amerikanischer römisch-katholischer Geistlicher und Weihbischof in Providence.

## Leben
Thomas Francis Maloney empfing am 13. Juli 1930 in Löwen durch den Rektor der Katholischen Universität Löwen, Bischof Paulin Ladeuze, das Sakrament der Priesterweihe für das Bistum Providence.
Am 2. Januar 1960 ernannte ihn Papst Johannes XXIII. zum Titularbischof von Andropolis und zum Weihbischof in Providence. Der Apostolische Delegat in den Vereinigten Staaten, Erzbischof Egidio Vagnozzi, spendete ihm am 11. Mai desselben Jahres in der Kathedrale Saints Peter and Paul in Providence die Bischofsweihe; Mitkonsekratoren waren der Bischof von Providence, Russell Joseph McVinney, und der Bischof von Paterson, James Aloysius McNulty.